# SUNSET CALLING
SUNSET CALLING（サンセット・コーリング）は、1990年10月から1996年3月まで山梨県のラジオ局・FM富士(FM-FUJI)で放送されたラジオ番組。

## 番組綱要
1990年10月に、同局初の本格電話リクエスト番組として放送開始。最初、放送時間は毎週月曜日～金曜日の夕方17:15～18:55。
電話(番組開始から終了30分前まで)やFAX(24時間)で、洋楽・邦楽問わずリクエストを募集、楽曲のみならずリスナーからのメッセージも多く紹介する番組であった。

## 番組の歴史
初代は川辺小都子が月曜日から金曜日までパーソナリティを担当。開始当初はJFN加盟しており、JFNニュース放送の関係で17:15～18:55の枠で放送。以後20:00まで放送時間を拡大、1992年にはJFN脱退を機に放送開始が17:00～19:30に繰り上げとなる。
1993年4月より金曜日担当のパーソナリティとして長谷川雄啓を迎えるも半年で降板、再び川辺が全曜日担当となり、1995年3月まで担当した。そして番組終期のパーソナリティ塚田光信へと継承していく。塚田に交代してからは、女子学生（主に東京近郊の私立大学の学生）が日替わりでアシスタントを担当した。
夕方のリクエスト番組とあって、中高生からの人気も高く、1994年、15:00～16:55の枠で放送していた「J-POP SQUARE」が19:00～20:55へ移動（同番組の拠点も新宿ルミネ2のタワーレコードサテライトスタジオへ移行）したのを機に、放送開始を16:00に繰り上げ、3時間に拡大される。

## 放送時間
- 月曜日～金曜日 17:15～18:55（1990年10月～1991年9月）
- 月曜日～金曜日 17:15～20:00（1991年10月～1992年3月）
- 月曜日～金曜日 17:00～19:30（1992年4月～1994年3月）
- 月曜日～金曜日 16:00～19:00（1994年4月～1996年3月）

## パーソナリティ
| 期間      | 期間      | 月曜 - 木曜         | 金曜                |
| --------- | --------- | ------------------- | ------------------- |
| 1990.10.2 | 1993.3.26 | 川辺小都子          | 川辺小都子          |
| 1993.3.29 | 1993.9.24 | 川辺小都子          | 長谷川雄啓          |
| 1993.9.27 | 1995.3.31 | 川辺小都子          | 川辺小都子          |
| 1995.4.3  | 1995.9.29 | 塚田光信 武村貴世子 | 塚田光信 武村貴世子 |
| 1995.10.2 | 1996.3.29 | 塚田光信            | 塚田光信            |

## 番組終了とその後
放送中にFM-FUJIのJFN脱退、3度の放送時間変更、2度のDJ交代を経験したSUNSET CALLINGであったが、最終的には、1996年3月29日をもって終了し5年半の放送にピリオドを打った。
しかし、番組の電話リクエスト方式はそのままに、翌週4月1日よりリニューアルして『RADIO-izm』として新装開店。これまで1人制だったDJが週3人制（初代は月・火曜担当に島田奈央子、水・木曜担当に近田和生、金曜担当に宅麻仁）となり、DJそれぞれの個性を生かした企画などで人気を博す。なお『izm』が2008年4月1日より19:54までの4時間に枠拡大されるとともに電話によるリクエスト受付を終了し、本番組から16年続いた電リク番組としての形式に幕を下ろす形となった。そして翌2009年3月31日にはついにその『izm』も13年の歴史に幕を閉じた。
その後、同枠は幾度の番組改編を経て、2019年4月より現在『terminal』が放送されている。